# Akurfell
Akurfell är ett berg i republiken Island. Det ligger i regionen Austurland, 400 km öster om huvudstaden Reykjavík. Toppen på Akurfell är 916 meter över havet.
Närmaste större samhälle är Neskaupstaður, omkring 11 kilometer söder om Akurfell.